# Confucio
Confucio (孔夫子S, Kǒng FūzǐP, K'ung-fu-tzuW, lett. "maestro Kong"; Lu, 28 settembre 551 a.C. – Lu, 11 aprile 479 a.C.) è stato un filosofo cinese.
Fu il promotore di un pensiero originale, inedito nel panorama culturale cinese del VI-V secolo a.C.: il suo insegnamento può essere sintetizzato come "il tentativo di elaborare una concezione etica dell'uomo nella sua integralità e universalità", vale a dire che Confucio tentò di fornire una serie di indicazioni relativamente a quale sia il modo migliore in cui l'uomo può condurre la sua esistenza, tenendo conto di tutti gli aspetti più importanti della natura umana. Ciò comportò non soltanto l'individuazione e la ridefinizione del significato di che cosa possa significare di preciso "essere umani", ma anche la proposta da parte di Confucio di un nuovo modello per la realizzazione di sé, giudicato compatibile con l'edificazione di una comunità umana prospera e armoniosa.
L'insegnamento di Confucio si è rivelato determinante per lo sviluppo del pensiero cinese: è lecito affermare che dopo la sua morte nessuna delle scuole di pensiero, delle correnti filosofiche e dei pensatori che si susseguirono in Cina poté prescindere dal confrontarsi con quella che si presenta come una vera e propria "figura fondatrice".
Finché fu in vita Confucio poté contare su una discreta cerchia di discepoli, ma fu in particolare dopo la sua morte che i suoi insegnamenti attrassero una lunga serie di pensatori, letterati, studiosi, i quali approfondirono e rielaborarono i temi del suo insegnamento, dando vita a un movimento di pensiero che la storiografia cinese etichettò a posteriori come confucianesimo, una delle principali scuole filosofiche cinesi, assieme al legismo, al taoismo, al moismo  e al Buddhismo Chán.
L'insegnamento di Confucio ha avuto un grandissimo impatto sullo sviluppo della cultura, della storia e degli stili di vita di quei paesi asiatici in cui si diffuse, a partire dalla Cina per proseguire con la Corea, il Giappone e il Vietnam.
Il principale testo di riferimento per avvicinarsi al pensiero di Confucio sono i Dialoghi (Lúnyǔ 論語), una raccolta di aforismi e frammenti attribuiti al Maestro che in realtà è il frutto della selezione operata dai suoi discepoli delle generazioni successive.
Il pensiero confuciano fu introdotto in Europa nel XVII secolo ad opera dei gesuiti che nel corso delle prime missioni in Cina si impegnarono nello studio della lingua cinese e nella traduzione di alcune opere della letteratura cinese classica. Al loro lavoro si deve la prima latinizzazione del nome cinese in Confucius. Prospero Intorcetta, gesuita italiano trasferitosi in Cina nel 1659, fu tra i primi europei a tradurre l'opera di Confucio in latino e dopo appena tre anni pubblicò i suoi appunti relativi allo studio dei Quattro libri.

## Nomi
- Confucio alla nascita si chiamava 孔丘 (Kǒng QiūP). 孔 è un nome di famiglia (l'equivalente del nostro cognome) piuttosto comune in Cina. Il suo nome di cortesia era 孔仲尼 (Kǒng Zhòng NíP).
- In Cina è noto come 孔夫子 (Kǒng FūzǐP, Wade Giles: K'ung fu-tzu) e 孔子 (KǒngzǐP, Wade-Giles: K'ung-tzu), alla lettera maestro Kong. I due suffissi che seguono il nome di famiglia sono un termine onorifico che si può infatti tradurre con "maestro", in segno di riverenza e rispetto.
- Il termine latino Confucius è la forma latinizzata di Kong Fuzi, pronuncia approssimativa dei caratteri 孔夫子 utilizzata all'epoca delle prime missioni gesuite in Cina. Il primo utilizzo documentato di questo termine latino risale al 1687, anno in cui vengono date alle stampe le traduzioni latine di alcuni classici della tradizione confuciana[5]. Da allora questa forma latina si impose nei paesi occidentali, finendo per diventare di uso comune ancora oggi.
- I nomi postumi più famosi attribuiti a Confucio nel corso della storia cinese sono:
  - 褒成宣尼公 (Bāochéng Xūan Ní gōngP), il primo nome postumo [I secolo d.C.);[6]
  - 至聖先師 (至圣先师S, Zhìshèng xiānshīP), oppure separatamente 至聖 (至圣S, ZhìshèngP) e 先師 (先师S, XiānshīP);
  - 萬世師表 (万世师表S, Wànshì shībiǎoP).

## Biografia

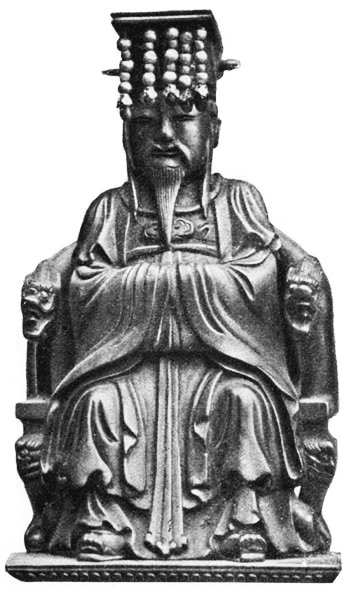
Statua in bronzo di Confucio

Confucio visse in Cina nell'ultima parte del Periodo delle primavere e degli autunni (781 a.C.-477 a.C.), un'epoca di anarchia, d'instabilità politica e di diffusa corruzione, dominata dalle guerre tra stati feudali, che, senza soluzione di continuità, si trascinerà nell'epoca successiva, il Periodo dei regni combattenti (453 a.C.-221 a.C.), che culminerà con l'unificazione della Cina sotto un unico sovrano.
Secondo la tradizione, Confucio nacque nello Stato di Lu (ora parte dell'odierna provincia di Shandong) il 28 settembre del 551 a.C., durante il Periodo delle primavere e degli autunni. In quest'epoca si situa anche l'inizio del movimento filosofico delle Cento scuole di pensiero.
Sempre secondo la biografia tradizionale, riportata da Sima Qian nelle sue Memorie di uno storico, il padre di Confucio, Shuliang He, apparteneva ad una famiglia nobile impoverita discendente dalla dinastia Shang e aveva sposato a sessantacinque anni, in seconde nozze, una fanciulla di quindici anni, Yan Zhengzai. Un matrimonio del genere, secondo le consuetudini dell'epoca, era da considerarsi un'unione illecita (yěhé 野合). Secondo alcune leggende tardive, la nascita di Confucio fu accompagnata da eventi straordinari (il neonato fu visitato da dragoni ed esseri divini e si sentì una musica celestiale), ma tali leggende sono respinte dai confuciani ortodossi, di tendenze razionaliste. Confucio perse il padre all'età di tre anni, e fu allevato dalla madre, che riuscì ad assicurargli un'istruzione anche se la famiglia viveva in povertà.
Non ci sono notizie certe sulla vita di Confucio. La sua ascesa sociale lo pone nell'ambito della classe emergente Shì (士), a metà tra la vecchia nobiltà e la gente comune, alla quale, come Confucio, appartenevano uomini di talento ma di origini modeste che cercavano di raggiungere una posizione elevata grazie alle proprie doti intellettuali. Egli stesso, riferiscono i Dialoghi, vantava le sue umili origini che lo avrebbero spinto a sviluppare le sue capacità.. Molto della vita del filosofo è pervenuto dalla raccolta postuma dei "Detti di Confucio", redatta dai suoi discepoli attorno al 411 a.C.-404 a.C., seppure la datazione della compilazione è tuttora discussa. In tale opera è esposto il pensiero filosofico - morale, così come si illustrano i precetti dettati dal maestro.

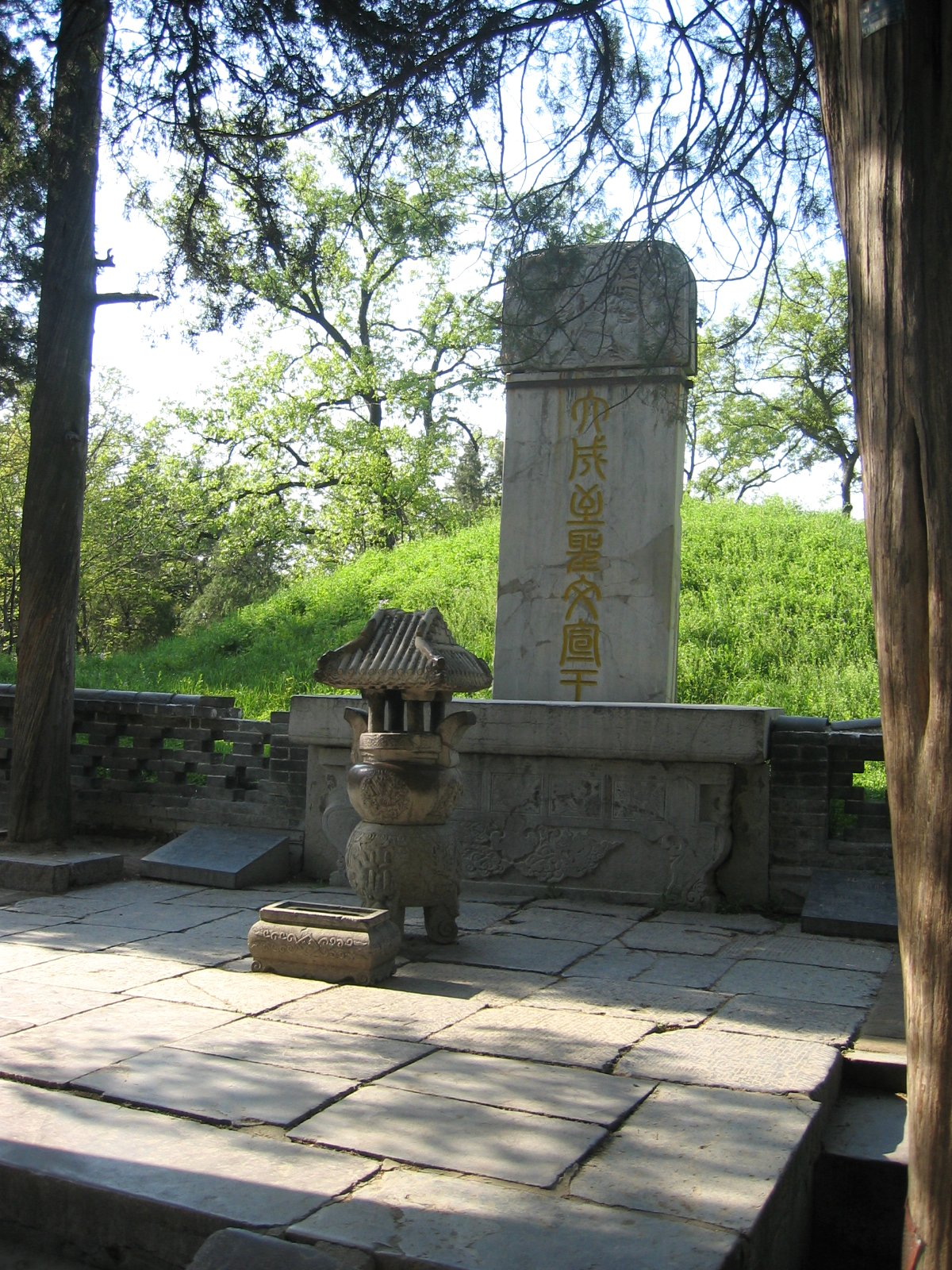
Tomba di Confucio.

Infine, vari capitoli trattano della vita privata di Confucio. Si legge che dettò i suoi pensieri ai suoi discepoli molto avanti negli anni (capitolo 7.5), che era moderato e parco (capitolo 7.16), che seguiva una vita molto appartata e modesta preferendo la campagna alla città (capitolo 7.19), che digiunava spesso e volentieri (capitolo 7.13) e mangiava procacciandosi il cibo da sé e cucinandolo di persona (capitolo 7.27), che amava insegnare non ricevendo compenso ma unicamente qualche piccola offerta in natura (capitolo 7.29), che la scuola attirava molti adepti fino a diventare elitaria (capitolo 8.9) e molto additata ad esempio di educazione (capitoli 8.13 - 8.17), ma che al contempo dava fastidio ai potenti che emarginarono il maestro e la scuola perché davano fastidio (capitolo 9.2), tanto che dovettero fuggire ed il maestro stesso rischiò la vita (capitoli 9.5 e 11.23), che furono costretti a ripiegare su umili e miseri mestieri pur di vivere (capitoli 9.6 - 9.7), che vissero per un certo periodo in esilio fuori dalla Cina (capitolo 9.14), ma anche che la scuola divenne negli ultimi tempi assai interessante per le autorità di diversi stati feudali in cui al tempo la Cina era suddivisa (capitolo 11.7) e che il maestro nell'ultima decade di vita divenne ambasciatore e rispettato uomo di corte (capitoli 10,2 - 10.4; capitoli 10.15 - 10.20), nonostante la morte del figlio Li (capitolo 11.8) e dell'allievo prediletto Yan Hui (capitoli 11.7 - 11.11) ed il tradimento dell'allievo Rau Qin (capitolo 11.17). Anche molti dei suoi allievi, vi si legge, fecero carriera sia durante la vita del maestro, che dopo la sua dipartita (capitoli 11.24 - 11.25). Secondo Mencio (370 a.C.-289 a.C.), Confucio si sarebbe occupato dell'amministrazione di negozi e di pascoli e bestiame.
Probabilmente svolse compiti amministrativi per il governatore della provincia. Sima Qian riferisce che dopo i cinquant'anni Confucio divenne ministro della giustizia del duca di Lu, ma fu in seguito costretto a dimettersi ed andare in esilio. Iniziò quindi un lungo viaggio attraverso gli Stati di Wei, Song, cercando impiego presso i governanti come consigliere.
Tornato nello Stato di Lu, trascorse gli ultimi anni dedicandosi agli studi e all'insegnamento, circondato da un numero crescente di discepoli. Morì secondo la tradizione il 14 marzo del 479 a.C.

## Insegnamenti
(Confucio)

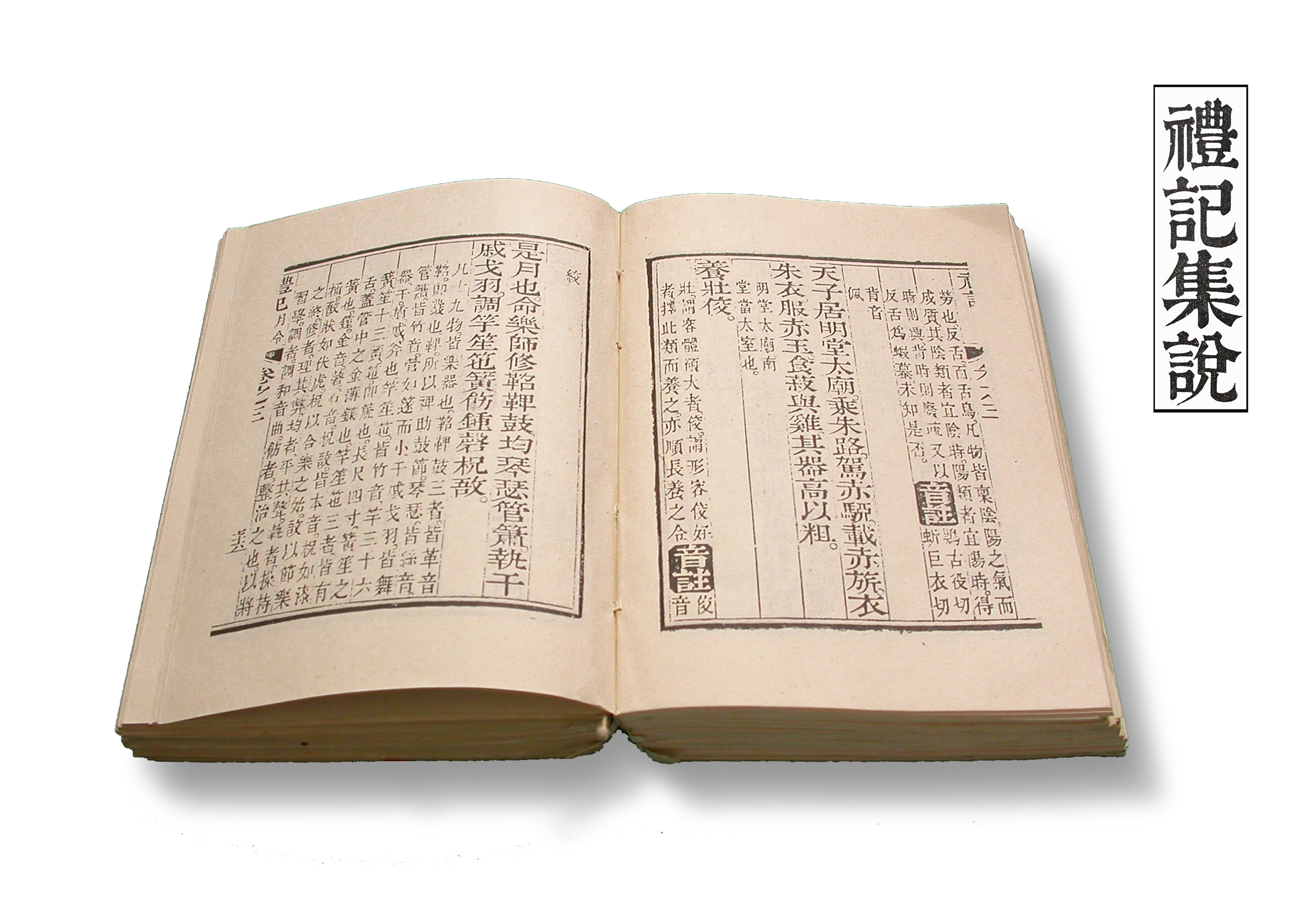
Libro dei riti

La visione di Confucio si fondava sui principi di un'etica individuale e sociale basata sul senso di rettitudine e giustizia (義), sull'importanza dell'armonia (和) nelle relazioni sociali, codificate secondo precise norme etiche e rituali (禮) mutuate dalla tradizione culturale dell'antichità. L'osservanza di tali norme consente di disciplinare le relazioni umane e garantisce l'ordine sociale mediante il rispetto delle gerarchie familiari e sociali. Grande importanza viene data ai sentimenti di lealtà (信) ed empatia nei confronti del prossimo, all'apprendimento inteso come percorso di studio, pratica e riflessione, e alla messa in pratica delle conoscenze apprese per il miglioramento di sé e della comunità umana.
Confucio non ha lasciato opere scritte di suo pugno. Il suo insegnamento è raccolto nei Dialoghi, una raccolta di frammenti di conversazioni, aneddoti e insegnamenti che hanno come protagonista il Maestro stesso e alcuni dei suoi primi discepoli. Questi episodi, con ogni probabilità inizialmente tramandati solo in forma orale, sono stati messi per iscritto dai discepoli delle generazioni successive, fino a prendere l'assetto definitivo e costituire il libro noto ancora oggi come I Dialoghi di Confucio (che si può far risalire con certezza perlomeno al III secolo a.C).
Il testo dei dialoghi è costellato di enunciazioni di principi morali, esempi di buona condotta, brevi aneddoti e dialoghi composti di poche battute. Confucio non proponeva un insegnamento sistematico, ma invitava i suoi discepoli a riflettere profondamente su se stessi e sul mondo, approfondendo la conoscenza del passato da cui trarre insegnamento tramite lo studio degli antichi testi. Egli si presentava come un "messaggero che nulla ha inventato", il cui compito è quello di trasmettere la sapienza degli antichi. Grande importanza è data allo studio: il primo frammento con cui inizia il libro si apre proprio col carattere cinese che indica lo studio, xué (cinese semplificato: 学, cinese tradizionale: 學).
Proprio l'amore per lo studio e la volontà di migliorarsi sono gli unici requisiti che Confucio pone agli altri per divenire suoi discepoli. Questa apertura dell'insegnamento a chiunque, senza distinzioni di classe o di reddito, è uno dei motivi per cui in Cina egli è noto come il primo "Maestro" della tradizione cinese (inteso nel senso stretto di insegnante). È d'obbligo precisare che sebbene di famiglia non più ricca, Confucio apparteneva comunque alla piccola nobiltà, e il suo insegnamento era orientato alla formazione di futuri uomini di potere. Ciò non toglie che nei termini in cui il Maestro lo espresse, il suo pensiero fosse formalmente aperto a tutti, non solo ai figli della nobiltà.
Confucio proponeva ai suoi discepoli un cammino di perfezionamento della propria persona, un percorso di miglioramento delle proprie qualità morali e umane, al fine di imparare a condurre la propria vita in maniera corretta e virtuosa, imparando a comportarsi in maniera opportuna in qualunque situazione, mettendo in pratica in ogni momento gli ideali di giustizia e rettitudine che secondo Confucio sono le qualità peculiari che distinguono l'uomo da tutti gli altri esseri viventi.
Il modello che Confucio proponeva è quello dell'uomo virtuoso, il jūnzi (君子S, talvolta tradotto come "uomo superiore". Al tempo di Confucio questo termine indicava esclusivamente la nobiltà di sangue, ma egli ne trasformò il significato, rendendolo sinonimo di nobiltà d'animo). Questo termine indica l'ideale confuciano dell'uomo che ha raggiunto la perfetta padronanza di tutte le norme di condotta che regolano la propria vita personale e sociale, che sa come comportarsi in ogni situazione, conosce il giusto modo di comportarsi e di prestare il dovuto rispetto nei confronti delle persone che gli sono intorno, andando dai familiari più stretti sino al sovrano in persona.
L'insegnamento di Confucio non è di tipo sistematico: ciò significa che il maestro non procede a partire dalla definizione di principi filosofici o morali (sebbene nei dialoghi a più riprese i discepoli chiedano a Confucio delle definizioni esplicite dei concetti di cui egli si serviva quali mansuetudine, rettitudine, benevolenza, - domande cui il Maestro risponde ogni volta eludendo la richiesta di una definizione univoca), ma preferisce invece proporre dei modelli di comportamento. L'insegnamento di Confucio fa perno sull'esempio. Il Maestro fa l'esempio di se stesso, ma invita i discepoli a guardare molto più indietro nel tempo e a ispirarsi ai grandi saggi e re del passato, figure mitiche della tradizione cinese: maestosi re, fondatori di dinastie, ecc. Secondo Confucio sarebbero queste figure storiche (nell'ottica in cui le vede la tradizione cinese esse sono "storiche", ma si tratta spesso di figure ammantate di un'aura mitica, come i fondatori della dinastia Zhou) che incarnano gli ideali di virtù e corretta condotta, esempi da seguire a cui rifarsi per ritrovare un cammino degno dell'uomo.
Secondo Confucio, sebbene i grandi del passato siano morti da secoli, le loro gesta rimangono fedelmente immortalate nelle pagine dei testi classici della tradizione cinese. Essi sono il luogo d'eccellenza su cui deve avvenire la formazione dell'uomo virtuoso. Per avere accesso a questi testi, il passaggio fondamentale e indispensabile diviene quello dello studio. Da qui l'enfasi confuciana per l'apprendimento, inteso come un processo di formazione culturale e morale, che passa per l'accesso alla letteratura della grande tradizione cinese e che si deve compiere nella messa in pratica quotidiana delle norme morali assimilate ispirandosi agli episodi della vita dei re e saggi del passato. Il rapporto con la tradizione e il passato (intesi in chiave storica e culturale) è un elemento chiave nel pensiero di Confucio, e uno dei motivi per cui si attribuisce al Maestro stesso l'opera di canonizzazione dei testi classici della tradizione cinese. Ciò significa che alcuni di quelli che sono oggi considerati Classici del pensiero cinese di epoca pre-imperiale sarebbero rimasti tali proprio grazie al fatto che Confucio stesso li indicò come testi di importanza capitale per la formazione culturale e morale dell'uomo. La tradizione ha attribuito a Confucio l'edizione e la cura dei Cinque Classici, ma non esiste certezza documentale che permetta di ricollegare direttamente l'intervento di Confucio su alcuno di questi testi, alcuni dei quali sono comunque direttamente citati dal Maestro nei Dialoghi.
La messa in pratica delle qualità morali apprese attraverso lo studio coincide con l'impegno a condurre virtuosamente la propria esistenza, investendo di quest'aura morale tutte le proprie relazioni umane. In questo modo la virtù (德S) si può diffondere per cerchi concentrici, prima nella cerchia ristretta dei propri familiari più intimi, e poi a distanza crescente, fino a includere l'intera comunità umana. In sostanza, si tratta di porre le proprie virtù e qualità morali e umane al servizio della collettività, per garantire il miglioramento e l'armonizzazione delle relazioni tra tutti i suoi componenti, secondo le norme rituali codificate dalla tradizione. Da qui si capisce come questo modello che vede l'intellettuale porsi al servizio della comunità umana potrà diventare l'elemento chiave per la formazione culturale e morale e la definizione del ruolo e dello scopo di un intero ceto di funzionari, burocrati e amministratori durante i successivi secoli delle dinastie imperiali.
Secondo Confucio, il sovrano che avesse saputo conformare la propria condotta alle qualità morali tramandate dalla tradizione, si sarebbe posto nell'alveo dei grandi re del passato, e avrebbe saputo unificare sotto il proprio trono i vari popoli ricorrendo non alla forza delle armi, ma alla potenza della virtù che sarebbe irradiata dalla sua stessa persona, e che avrebbe portato le popolazioni a seguirlo spontaneamente in quanto espressione vivente di un modello di virtù e benevolenza, capace di garantire prosperità al suo popolo. Secondo Confucio questa sarebbe stata la vera soluzione allo stato di guerra permanente che imperversava durante il periodo dei Regni Combattenti. Per esprimere questa sua convinzione egli si servì del concetto di Mandato del cielo (天命 pinyin: Tiānmìng), termine che indica il fatto che chi si trova sul trono imperiale è ivi seduto in quanto gode del favore del cielo, e che eventuali cacciate di dinastie e insediamenti di nuovi sovrani vanno letti a posteriori come l'espressione del venir meno del favore del Cielo nei confronti della dinastia sconfitta, e la nuova approvazione del Cielo nei confronti di quella vittoriosa. In passato ci si era serviti di questo termine per indicare il diritto di una dinastia al mantenimento del potere su base ereditaria, salvo che essa non venisse spodestata con la forza da una forza esterna. Al contrario, l'interpretazione confuciana del Mandato del cielo era innovativa, poiché egli pensava ad un trono sul quale si sarebbero succeduti sovrani scelti sulla base della loro statura morale, non della parentela di sangue, capaci di diffondere la virtù fra il popolo senza il bisogno di leggi dure e restrittive.
Come è noto, il pensiero di Confucio non godette di molto riconoscimento e successo nell'ambito delle corti feudali nell'epoca in cui visse il Maestro, ma divenne un elemento sempre più importante nel panorama culturale cinese con il passare dei secoli, specie dopo la fondazione della dinastia Han.

## Il pensiero confuciano

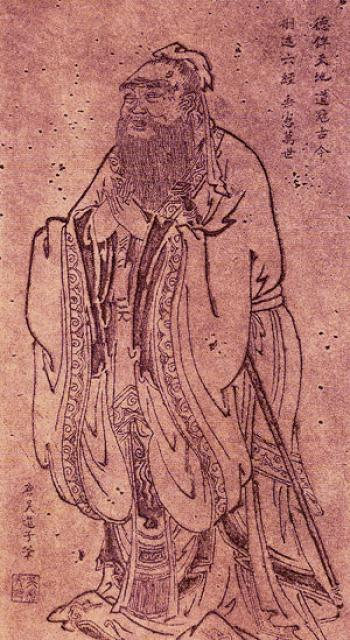
Confucio, ritratto probabilmente immaginario (realizzato più di mille anni dopo la vita del maestro) disegnato da Wu Daozi, 685–758, periodo della dinastia Tang

Durante la dinastia Han (206 a.C.-220 d.C.) il pensiero di matrice confuciana godette di una considerazione assai preminente rispetto ai pensatori le cui dottrine esprimevano temi legisti o taoisti, al punto che durante il regno dell'imperatore Wu lo studio dei Classici ricevette un grande impulso.
Sotto l'impulso di illustri interpreti dell'originale pensiero di Confucio, quali furono Mencio e Mozi, si assistette allo sviluppo di una vera e propria corrente di pensiero, dotata di un corpus canonico di testi di riferimento, che si arricchirono nel corso dei secoli di decine e decine di eruditi commentari.
Gli imperatori Cinesi si avvalsero del pensiero confuciano per costruire una ideologia funzionale alla gestione dello stato imperiale: i precetti e i testi del Confucianesimo divennero il fondamento ideologico comune di intere generazioni di burocrati e funzionari imperiali, e la sua concezione dei rapporti tra sudditi e sovrano, e più in generale tra l'uomo colto e la comunità in cui egli si trova ad operare, influenzarono profondamente l'intera società cinese.
Dopo alcuni secoli, Confucio stesso venne divinizzato, e gli vennero tributati onori e riti sacrificali.

## Discepoli
Confucio ebbe molti discepoli e seguaci, in Cina e in Estremo Oriente.
I discepoli di Confucio e il suo unico nipote, Zi Si, assicurarono continuità agli insegnamenti filosofici del maestro dopo la sua morte. Pur basandosi sul pensiero etico e politico confuciano, due dei suoi seguaci più celebri, Mencio (IV secolo a.C.) e Xunzi (III secolo a.C.) ne enfatizzarono aspetti radicalmente diversi tra loro, anche sulla questione dell'autoritarismo.
Durante la dinastia Song, Zhu Xi (1130-1200) rinnovò il confucianesimo con idee mutuate dal taoismo e dal buddhismo. Il rinnovamento operato da Zhu Xi divenne in seguito un'ortodossia incontestata. Solo con l'avvento della Repubblica popolare cinese si è abolito l'insegnamento dei Quattro Libri e dei Cinque Classici confuciani.

## Genealogia e discendenti
L'albero genealogico della famiglia Kong è tra i più lunghi del mondo, e tuttora Confucio avrebbe dei discendenti, circa 2 milioni di persone che vanterebbero successione da lui. La successione generazionale di padre in figlio sarebbe stata registrata fin dalla morte di Confucio: stando ai risultati dell'agenzia che tiene traccia della discendenza della famiglia Kong, nel 2015 si sarebbe giunti alla 83sima generazione dopo Confucio. Appartenenti alla famiglia Kong vivono ancora oggi a Qufu, sua città natale, ma molti rami sono sparsi per altre provincie della Cina o in altri stati quali la Corea del Sud. Un importante ramo della famiglia Kong è emigrato a Taiwan dopo le vicende della guerra civile cinese.

## Edizioni in lingua italiana dei testi confuciani
Non abbiamo testi scritti da Confucio, ma solo frammenti e citazioni tramandati dalle generazioni successive di confuciani e canonizzati nel XII secolo da Zhu Xi nei Quattro Libri.
- Il grande studio. La via della perfezione, prima versione in lingua italiana di G. B. Salerno, Milano-Firenze, Vallardi, 1907.
- I dialoghi di Confucio (Lun Yü), tradotti sul testo cinese e corredati d'introduzione e di note a cura di Alberto Castellani, Firenze, Sansoni, 1924.
- Il Libro delle sentenze di Confucio, a cura di p.  Luigi Magnani, Parma, Istituto Missioni Estere, 1927.
- Ta S'Eu Dai Gaku. Studio integrale, versione italiana di Ezra Pound e di Alberto Luchini, Rapallo, Scuola Tipografica Orfanotrofio Emiliani, 1942.
- Testamento, versione italiana di Ezra Pound e di Alberto Luchini, Venezia, Casa Ed. Delle Edizioni Popolari, 1944.
- Confucio e Mencio. I quattro libri, La grande scienza, Il giusto mezzo, Il libro dei dialoghi, prima traduzione italiana [dal cinese] di Luciana Magrini-Spreafico, Milano, F.lli Bocca, 1945.
- Massime, Milano, Scalini di Grigna, 1947.
- Confucio. Studio integrale et l'asse che non vacilla, versione e commento di Ezra Pound, Milano, All'insegna del Pesce d'oro, 1955.
- Pensieri morali di Confucio, trad. italiana dalla francese di René Bremond a cura di Giuliana Canzani, Milano, Corticelli, 1955.
- La grande scienza; Il giusto mezzo; I dialoghi, trad. dal cinese di Stanislao Lokuang, Milano, Ist. Culturale Italo-Cinese, 1956.
- Pensieri, Roma, La Sfinge, 1956.
- I colloqui; Gli studi superiori; Il costante mezzo, traduzione di Rosanna Pilone, Milano, Rizzoli, 1968.
- Testi confuciani, traduzione dal cinese di Fausto Tomassini, Torino, Unione Tipografico-Editrice Torinese, 1974.
- I dialoghi, traduzione dal cinese e note di Fausto Tomassini, Milano, BUR, 1975.
- Primavera e autunno. Con i commentario di Tso, traduzione dal cinese e introduzione di Fausto Tomassini, Collana Storica Rizzoli, Milano, Rizzoli, 1984, ISBN 88-17-33269-0.
- Dialoghi, a cura di Anne Cheng, traduzione di Claudio Lamparelli, Milano, A. Mondadori, 1989, ISBN 88-04-32463-5.
- I dialoghi, introduzione, traduzione e note di Edoarda Masi, Milano, Rizzoli, 1989, ISBN 88-17-12043-X.
- Opere, a cura di Fausto Tomassini, Torino, TEA, 1989, ISBN 88-7819-096-9 [Contiene: La pietà filiale, Il grande studio, L'invariabile mezzo, I dialoghi].
- Il costante mezzo e altre massime. Perle di un'antica saggezza, versione e presentazione di Francesco Franconeri, Sommacampagna, Demetra, 1993. ISBN 88-7122-372-1.
- Un Manuale per Uomini Superiori. Il LUn Yu di Confucio di Chow Yin Fong e Angelo Paratico, Books & Boots, Hong Kong, 1989.
- La via dell'uomo. Ricette di saggezza per la vita quotidiana, a cura di Piero Corradini, Milano, Feltrinelli, 1993, ISBN 88-07-82090-0.
- I dialoghi, traduzione dal francese di Claudio Lamparelli, Milano, A. Mondadori, 1994, ISBN 88-04-38635-5.
- Io non creo, tramando. I dialoghi, traduzione di Giulia Martini, Vimercate, La Spiga, 1994, ISBN 88-7100-440-X.
- Piccolo libro di istruzioni confuciano, traduzione di Fausto Tomassini, Parma, Guanda, 1994, ISBN 88-7746-756-8.
- La saggezza di Confucio. Il meglio della dottrina confuciana e dell'autentico I ching. Un compendio di saggezza e di etica, cura, introduzione e traduzione dal cinese a cura di Thomas Cleary, traduzione italiana di Enrico Groppali, Milano, A. Mondadori, 1994, ISBN 88-04-39292-4.
- Breviario, a cura di Gabriele Mandel, Milano, Rusconi, 1995, ISBN 88-18-12148-0.
- Massime, a cura di Paolo Santangelo, Roma, TEN, 1995, ISBN 88-7983-518-1.
- La grande dottrina; Il giusto mezzo, a cura di Leonardo Vittorio Arena, Milano, BUR, 1996, ISBN 88-17-15249-8.
- I dialoghi; La grande dottrina; Il giusto mezzo, Milano, Fabbri Editori, 1998.
- Confucius, Kong Fu Zi, Kong Fu Tseu, nuova traduzione di Frédérick Leboyer, traduzione di Giusy Valent, Milano, Luni, 2001, ISBN 88-7984-090-8.
- Dialoghi, traduzione e cura di Tiziana Lippiello, Torino, Einaudi, 2003, ISBN 88-06-16608-5.
- I detti di Confucio, a cura di Simon Leys, edizione italiana a cura di Carlo Laurenti, Milano, Adelphi, 2006, ISBN 88-459-2045-3.
- Il libro delle massime, traduzione e introduzione di Paolo Ruffilli, Milano, Baldini Castoldi Dalai, 2006, ISBN 88-8490-914-7.
- La felicità consapevole, a cura di Claudio Lamparelli, Milano, Oscar Mondadori, 2007, ISBN 88-04-56706-6.
- Analecta. Pensieri, dialoghi, sentenze, a cura di Luigi Maggio, Milano, Bompiani, 2016, ISBN 978-88-452-8121-1.
- La morale della Cina. Ovvero il Grande studio, l'Invariabile mezzo e parte dei Dialoghi tradotti nel 1590 dal gesuita Michele Ruggieri per Sua Maestà Filippo II, Roma, De Luca editori d'arte, 2016, ISBN 978-88-6557-305-1.
- Il Libro delle Odi (Shijing), edizione integrale, traduzione e cura di Vincenzo Cannata, Luni Editrice, Milano, 2021.
- Un Manuale per il Perfetto Statista, Il libro dei Detti traduzione e cura di Angelo Paratico, Gingko Edizioni, Verona, 2023.

## Nella cultura di massa

### Filmografia
- Confucio, di Mei Hu (2010).